# Guido I Aldobrandeschi
Guido I Aldobrandeschi (1386 – 3 luglio 1438), feudatario toscano, sesto conte di Santa Fiora.
Da non confondere con l'omonimo Guido, che nel luglio 1298 sposò Margherita Aldobrandeschi (1255 ca.-?), contessa di Sovana e di Pitigliano.

Stemma degli Aldobrandeschi

## Biografia
Era figlio di Senese Aldobrandeschi, quinto conte di Santa Fiora, e di Giovanna de Baschi.
Sposò Elisabetta Salimbeni, dalla quale nacque Cecilia, che nel 1438, alla morte del padre, divenne unica contessa sovrana della contea di Santa Fiora. Costei sposò nel 1439 Bosio I Sforza, capostipite del ramo della famiglia Sforza di Santa Fiora,poi divenuto Sforza-Cesarini, duchi di Segni, tuttora esistente.